# Frans Van Looy

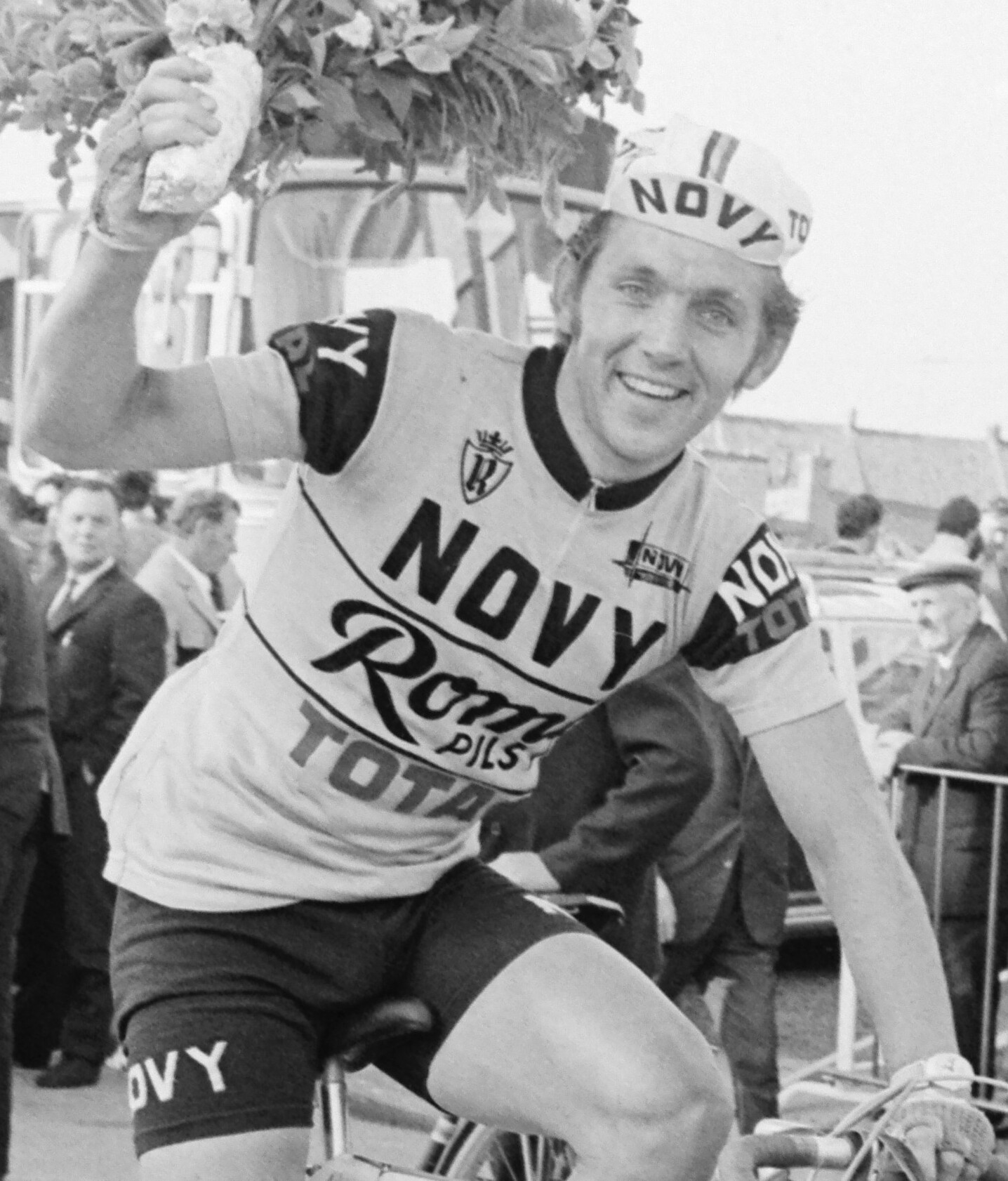
Frans Van Looy im Teamtrikot 1973

Frans Van Looy (26. August 1950 in Merksem, Provinz Antwerpen - 20. September 2019 in Merksem, Provinz Antwerpen) war ein belgischer Straßenradsportler und Team-Manager. Van Looy war von 1972 bis 1982 Profi. Bei den Olympischen Sommerspielen 1972 in München nahm er am Straßenrennen teil.

## Karriere
Nach seiner Karriere als Radfahrer arbeitete Van Looy bis 2006 als Teammanager bei Team Telekom und T-Mobile. Auch wenn er einige Siege  als aktiver Straßenradsportler gefeiert hatte, hat er als Betreuer von Jan Ullrich und Erik Zabel die größten Siege gefeiert.

## Elternhaus und Tod
Es scheint, dass er aufgrund von Schwierigkeiten mit seinem Elternhaus Selbstmord begangen hat.

## Erfolge
1972
- zwei Etappen Tour d’Algérie

1973
- GP Lanssens Crelan
- eine Etappe Tour de Nord

1974
- eine Etappe Critérium du Dauphiné Libéré
- Schaal Sels
- Nationale Sluitingsprijs

1975
- Nokere Koerse
- Nationale Sluitingsprijs

1976
- Grote Prijs Stad Sint-Niklaas
- Ronde van Limburg
- Leeuwse Pijl

1977
- Nationale Sluitingsprijs
- GP Lanssens Crelan
- eine Etappe Omloop Mandel-Leie-Schelde

1978
- Omloop van het Waasland
- Grote Prijs Jef Scherens
- De Kustpijl
- Liedekerkse Pijl
- eine Etappe Katalonien-Rundfahrt
- eine Etappe Drei Tage von De Panne

1979
- Nationale Sluitingsprijs
- eine Etappe Aragon-Rundfahrt

1980
- Halle–Ingooigem
- Grote Prijs Briek Schotte
- Grote 1-MeiPrijs
- GP Zele